# خوانيتا شتاين
خوانيتا شتاين (بالإنجليزية: Juanita Stein)‏ هي مغنية أسترالية، ولدت في 25 يونيو 1977 في ملبورن في أستراليا.